# Walter Eversheim

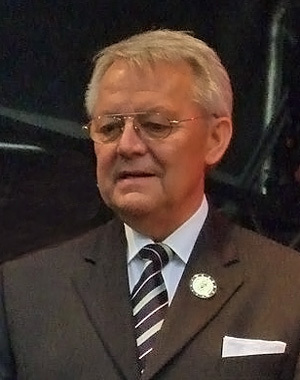
Walter Eversheim, 2008

Walter Eversheim (* 10. August 1937 in Aachen) ist ein deutscher Maschinenbauingenieur. Er ist emeritierter Universitätsprofessor für Produktionssystematik am Werkzeugmaschinenlabor WZL der RWTH Aachen.

## Leben
Walter Eversheim wuchs in Stolberg-Büsbach auf und besuchte das Goethe-Gymnasium in Stolberg. Nach dem Abitur studierte er von 1957 bis 1962 Maschinenbau an der RWTH Aachen. 1965 promovierte er dort bei seinem „Ziehvater“ Herwart Opitz. Anschließend arbeitete er in der Industrie für die Unternehmen Siemens und Philips. 1973 bis 2002 war er Professor für Produktionssystematik am Werkzeugmaschinenlabor WZL der RWTH Aachen. Er forschte vor allem zu Fragestellungen der Prozessorganisation, der Prozesskostenrechnung und des Variantenmanagements. Von 1980 bis 2002 leitete er zudem das Fraunhofer-Institut für Produktionstechnologie (IPT), von 1990 an war er auch Direktor des Forschungsinstituts für Rationalisierung (FIR) und von 1981 bis 1983 war er Prorektor der RWTH. 1989 wurde er als ständiger Gastprofessor für Technologiemanagement an der Universität St. Gallen (Schweiz) berufen.
Von 1997 bis 2009 war er Sprecher des Direktoriums der Aachener Karlspreisgesellschaft.
Im Jahr 2002 errichtete er die Walter-Eversheim-Stiftung zur Förderung des Interesses Jugendlicher für den Ingenieurberuf und in der Aus- und Weiterbildung.

## Auszeichnungen
Eversheim ist Mitglied der Deutschen Akademie der Technikwissenschaften (acatech).
- 1988: Verdienstorden des Landes Nordrhein-Westfalen[2][1]
- 1992: Ehrendoktorwürde der Universität Trondheim (NTH), Norwegen[2]
- 1992: Honorarprofessor der Tianjin-Universität, China[2]
- 1996: Paul-Harris-Medaille des Rotary International[2]
- 1997: Herwart-Opitz-Medaille des Vereins Deutscher Ingenieure[2]
- 2000: Ehrendoktorwürde in Ökonomie der Universität St. Gallen, Schweiz[2]
- 2000: Ehrenprofessur der Universität für Wissenschaft und Technik Zentralchina, China[1]
- 2002: Gastprofessor an der Universität Stellenbosch, Südafrika[2]
- 2003: Goldmedaille der IHK Aachen, Deutschland[2]
- 2009: Bundesverdienstkreuz 1. Klasse[3]
- 2010: Goldener Ehrenring der Stadt Aachen

## Schriften
- mit Tilo Pfeifer: 100 Jahre Produktionstechnik – Werkzeugmaschinenlabor WZL der RWTH Aachen von 1906 bis 2006, S. 39 bis 87 und andere, Springer 2006, ISBN 3-540-33315-0